# 778 - La Chanson de Roland
778 - La Chanson de Roland és una pel·lícula documental estrenada a Espanya el 28 de gener de 2011. Està dirigida per Olivier van der Zee i hi apareixen historiadors, geògrafs i altres entesos que intenten explicar què hi ha de real i de ficció al cantar de gesta La Chanson de Roland. L'estrena el 28 de gener es va realitzar a Madrid, Barcelona, Saragossa, Bilbao, Vitòria i Sant Sebastià.
La Cançó de Rotllan (La Chanson de Roland, en francès) és un poema èpic de diversos centenars de versos, escrit a la fi del segle xi en francès antic, atribuït a un monjo normand, Turold, el nom del qual apareix en l'últim i enigmàtic vers: « Ci falt la gesta que Turoldus declinet ».

## Argument
El documental de 78 minuts es desenvolupa sobre quatre eixos; el del director com a arqueòleg després de descobrir al País Basc una placa en homenatge als soldats bascos que van derrotar l'emperador Carlemany, contradient el que ell va aprendre de nen, una recreació dels esdeveniments històrics, descobriments arqueològics i els testimoniatges d'experts.

## Fets històrics
El documental de 78 minuts tracta de l'anàlisi de la Cançó de Rotllan, cançó de gesta la data exacta de la qual es desconeix, encara que se sap que els fets van ser escrits uns tres segles després. Narra deformant llegendàriament els fets de la batalla de Roncesvalls, que històricament no va passar de ser una escaramussa, i que va poder enfrontar tribus de vascons contra la rereguarda de les forces carolíngies al comandament del comte Rotllan, prefecte de la Marca de Bretanya.

## Director i inspiració
En el lloc web de la pel·lícula, realitzada sota Creative Commons License, apareix una petita ressenya de l'autor;
| « | Vaig néixer a Amsterdam en 1969. Vaig estudiar direcció de cinema allí i després a l'AFI de Los Angeles. Quan em vaig traslladar a viure prop de Sant Sebastià, al País Basc, vaig descobrir un monument en homenatge als soldats bascos que van derrotar l'Emperador Carlemany a Roncesvalls, contradient el que jo havia après de nen: que un exèrcit de 400.000 sarraïns va aniquilar la seva rereguarda comandada per Roland. Allò va picar la meva curiositat i vaig començar a investigar els fets històrics reals dels anys 777 i 778. El resultat és aquesta pel·lícula documental, 778 - La Chanson de Roland, un viatge de 1200 anys al passat, buscant els orígens i el significat d'una de les peces literàries més antigues i més conegudes de la cultura europea. He recorregut el mateix camí que Carlemany, des de Paderborn al nord d'Alemanya, fins a Saragossa a Espanya. I m'he detingut a Roncesvalls i a Hecho per buscar com i on van poder produir-se els fets heroics i la batalla que es conten a La Chanson de Roland, escrita en realitat 300 anys més tard. | » |

## Recreació
Per a la recreació històrica dels esdeveniments es va sol·licitar l'ajuda de diverses empreses especialitzades com Ulfhednar, Clan del Cuervo i Westcentingas que van aportar tot el relatiu al vestuari, calçat, cotes de malla, escuts, armes, elements de cavalleria, tendes de campanya i elements militars. Aquestes són rèpliques exactes de les utilitzades en el segle vi.
A part d'això, es va procurar gravar in situ totes les imatges de recreació històrica.

## Col·laboracions
En el documental van participar les cadenes ETB, France 3, Aragón TV i el Canal Historia i va rebre ajudes de MEDIA, CNC, Regió d'Aquitània, Govern de Navarra i el Govern d'Aragó.

## Experts
Entre els experts que apareixen al documental podem citar a:
| Expert                        | Àmbit/Especialitat | Obres                                                                        |
| ----------------------------- | --- | ---------------------------------------------------------------------------- |
| Alessandro Barbero            | Professor d'història medieval en la Universitat de Piemonte, en Torí, Itàlia. | Carlemany, pare d'Europa.                                                    |
| Armando Besga Marroquín       | Professor d'història medieval en la Universitat de Deusto entre els segles VIII i X en Bilbao, Espanya. | Vencedors, vençuts i Roncesvalles.                                           |
| Philippe Senac                | Catedràtic d'història medieval en la Universitat de Tolosa-Le Mirail II, França (especialista en els estudis sobre Al-Andalus i les zones de contacte entre musulmans i cristians de l'antiga Hispània dels segles VIII al XIV). | Autor de nombroses publicacions.                                             |
| Isabel Ubieto                 | Professora de documentació en la Universitat de Saragossa, Espanya. |                                                                              |
| Manuel Martín Bueno           | Catedrático d'arqueologia, epigrafia i numismàtica de la Universitat de Saragossa, Espanya (especialista en arqueologia submarina).                                                                                              |                                                                              |
| Mercedes Unzu                 | Directora del Gabinet d'Arqueologia TRAMA. | Descobriment del cementiri musulmà més important de la península Ibèrica.    |
| Juan María Martínez Txoperena | Restaurador d'antiguitats i objectes d'art. | Ha descobert i participat en múltiples estudis i excavacions arqueològiques. |
| Marie-Ange Landais            | Arqueòloga i directora del Museu Històric de la Ciutat de Blaye, França. |                                                                              |
| Anthony Hunt                  | Professor de la Universitat d'Oxford (coneix tots els detalls sobre el Manuscrit d'Oxford, el més antic sobre la Cançó de Rotllan).                                                                                              |                                                                              |

## Localitzacions
El documental va ser rodat entre França, Espanya, Regne unit i Alemanya, encara que la major part de les localitzacions són a França i Espanya.
| País       | Localitzacions       | Una altra informació |
| ---------- | -------------------- | --- |
| Espanya    | Urro                 | Darrere del frontó està la pedra de Rotllan. |
| Espanya    | Pasaia               | On es troba la placa commemorativa que va atreure l'atenció d'Olivier van der Zee. |
| Espanya    | Pamplona             | Entrevista a Mercedes Unzu. |
| Espanya    | Saragossa            | Filmació de les muralles romanes que van impedir a Carlemany entrar a la ciutat; el Palau de la Aljafería i recreació del seu aspecte a l'arribada de l'exèrcit carolingi en l'estiu de l'any 778.                                   |
| Espanya    | Echo                 | Filmació d'«El valle de Hecho», el congost de la «Boca de l'Infern», la «Corona dels Morts» — llocs d'excavació. Entrevista al Dr. Antonio Ubieto.                                                                                   |
| Espanya    | Roncesvalls          | Emplaçament —segons la cançó— on s'hauria desenvolupat la batalla. Filmació de recreació històrica en la Calçada de Don Simón, antic pas romà, a Garralda i al poble de Roncesvalls. Lloc d'excavació de l'arqueòloga Mercedes Unzu. |
| Regne Unit | Oxford               | Biblioteca Bodleiana, on es troba la més antiga còpia coneguda de la Cançó de Rotllan. |
| Alemanya   | Aquisgrà             | Catedral Aachener Dom, on va ser manada construir la Capella Palatina; allí jeu Carlemany. |
| França     | Douzy                | Carlemany passa aquí l'hivern de 777. |
| França     | Attigny              | Calçada romana per on es desplaçaria l'exèrcit carolingi. |
| França     | Reims                | La Porta Romana de Mart, que va travessar Carlemany cap a Espanya. |
| França     | Chartres             | Catedral de l'Assumpció de Nostra Senyora on es recull en forma de vidriera la Cançó de Rotllan. |
| França     | Chassneuil           | Carlemany passa aquí de camí a Saragossa la Pasqua de l'any 778. |
| França     | Blaye                | Església de Saint Romain de Blaye, avui en ruïnes on es conta que jeuen Rotllan, Olivier i l'arquebisbe Turpin. |
| França     | Ròcamador            | On es troba l'espasa de Rotllan Durendal. |
| França     | Bordeus              | Filmació d'un centre escolar on s'estudia la Cançó de Rotllan. |
| França     | Tolosa de Llenguadoc | Museu Paul Dupuy, on es pot observar un Olifant que utilitzaven a l'edat mitjana a manera de corneta per a avís de caça i en la batalla.                                                                                             |

## Recepció
A Filmaffinity va obtenir un 6.3 de 10 en la votació realitzada pels usuaris.